# Robert Vișoiu
Robert Vișoiu, né le 10 février 1996 à Pitești, est un ancien pilote automobile roumain.

## Carrière
| Saison | Championnat                            | Écurie                   | Courses | Victoires | Pole positions | Meilleurs tours | Podiums | Points | Classement |
| ------ | -------------------------------------- | ------------------------ | ------- | --------- | -------------- | --------------- | ------- | ------ | ---------- |
| 2011   | Championnat d'Europe de Formule Abarth | Jenzer Motorsport        | 14      | 1         | 0              | 0               | 3       | 69     | 6e         |
| 2011   | Championnat d'Italie de Formule Abarth | Jenzer Motorsport        | 14      | 2         | 0              | 0               | 3       | 81     | 4e         |
| 2011   | Formula Pilota China                   | Jenzer Welsh Asia Racing | 4       | 0         | 0              | 0               | 2       | 38     | 9e         |
| 2012   | Formule 3 Euro Series                  | Ghinzani Arco Motorsport | 18      | 1         | 0              | 0               | 2       | 76     | 9e         |
| 2012   | Championnat d'Italie de Formule 3      | Ghinzani Arco Motorsport | 12      | 1         | 0              | 0               | 1       | 39     | 10e        |
| 2012   | GP3 Series                             | Jenzer Motorsport        | 16      | 0         | 0              | 0               | 1       | 24     | 14e        |
| 2013   | Auto GP                                | Ghinzani Arco Motorsport | 16      | 0         | 0              | 0               | 2       | 67     | 8e         |
| 2013   | GP3 Series                             | MW Arden                 | 16      | 2         | 0              | 0               | 2       | 44     | 12e        |
| 2014   | GP3 Series                             | Arden International      | 18      | 0         | 0              | 0               | 1       | 23     | 13e        |
| 2015   | GP2 Series                             | Rapax Team               | 18      | 0         | 0              | 1               | 0       | 20     | 17e        |
| 2017   | Formule 2                              | Campos Racing            | 14      | 0         | 0              | 0               | 0       | 1      | 24e        |